# Avenue Vandromme
L'avenue Vandromme est une rue bruxelloise de la commune d'Auderghem qui descend de  la chaussée de Wavre au boulevard des Invalides sur unelongueur de 220 mètres.

## Historique et description
À l'endroit où se situera plus tard la villa Melati, la carte de Ferraris (1771) indique un sentier à travers champs jusqu’à l’ancien Houtweg.
L’Atlas des Communications Vicinales (1843) lui attribue le n° 47 et le nom Sloordelleweg (de sloor:colzas et delle:vallon). Long de 1150m et large de 1,65 m, la première partie du chemin atteignait bien une largeur de 4 m jusqu’au bas de la colline, où après un crochet il partait vers Ixelles par le Houtweg. 
Cette partie plus étroite deviendra le boulevard des Invalides.
La partie large du sentier deviendra le 20 juin 1925 l' avenue Léon Vandromme, en la mémoire du soldat Léon Benedictus Cornelis Vandromme, né le 4 février 1886 à Boezinge, tué le 26 octobre 1914 à Pervijze lors de la première guerre mondiale. Il était domicilié en la commune d'Auderghem.
Le 22 décembre 1950, le conseil décide d'enlever le prénom. Le conseil a voulu honorer et le père[réf. souhaitée] et le fils sur la même voie publique.
- Premier permis de bâtir délivré le 20 juin 1925 pour les n° 7 et 9.